# Parc national de Rakiura
Le parc national de Rakiura est situé sur l'île Stewart, au sud de l'île du Sud de la Nouvelle-Zélande. Il est le quatorzième parc national du pays, fondé le 9 mars 2002. Recouvrant 1570 km², il occupe ainsi environ 85 % de la superficie de l'île, qui est elle-même faiblement peuplée (seulement 400 habitants à Oban).
Avant sa fondation comme parc national il s'agissait d'un réseau de réserves naturelles et scéniques et des parcs régionaux. On y trouve le Rakiura Track, populaire avec les personnes faisant du trekking.
On peut y voir beaucoup d'oiseaux ; le parc est célèbre pour être le meilleur endroit pour voir le kiwi, en partie parce que l'île n'a peu ou pas d'hermines et de furets, leurs prédateurs naturels.